# バセテール
バセテール（Basseterre [bæsˈtɛər]）は、西インド諸島のセントクリストファー・ネイビスの首都である。人口は1.4万人（2018年）。

## 概要
セントクリストファー島の南西部沿岸に位置する。主な産業は砂糖、漁業である。行政区画ではセントジョージ・バセテール教区に属しているが、市街地の拡大に伴いセントピーター・バセテール教区に跨るようになった。セントジョージ・バセテール教区のバセテールの市街のみの人口は8,569人（2015年）。

## 歴史
町の名であるバセテールとはフランス語の「低地 (Basse terre)」に由来する。1624年にセントクリストファー島にイギリスに続いて、フランスが入植した。その後、1627年に島の中央部分がイギリス領、北部と南部がフランス領となった時に、フランスの入植者達は良質な港に適した低地だったこの地にフランス語で「低地」を意味するバス・テールと名付け町を建設した。その後、1783年に全島がイギリスの植民地となった時に、バステールはフランスからイギリスの植民地となった。1867年の地震による洪水や火事により町は壊滅的打撃を受けたが、町は再建された。イギリス植民地時代の建造物が多く残っており、今となっては完全にバセテールの町並みはイギリス風だが、バルコニー付きのフランス風の建造物などフランス植民地時代の面影も残っている。
2003年に日本の政府開発援助（ODA）としてバセテール漁業複合施設が建設された。

## 気候
4月辺りは、23℃～29℃などの高めの気温が多い。
冬も20℃前後と日本より暖かめの気候である。
平均降水量は1638mm、平均気温は26.3℃で6月は28℃、1月は24.5℃である。
| バセテールの気候       | バセテールの気候 | バセテールの気候 | バセテールの気候 | バセテールの気候 | バセテールの気候 | バセテールの気候 | バセテールの気候 | バセテールの気候 | バセテールの気候 | バセテールの気候 | バセテールの気候 | バセテールの気候 | バセテールの気候 |
| 月                     | 1月              | 2月              | 3月              | 4月              | 5月              | 6月              | 7月              | 8月              | 9月              | 10月             | 11月             | 12月             | 年               |
| ---------------------- | ---------------- | ---------------- | ---------------- | ---------------- | ---------------- | ---------------- | ---------------- | ---------------- | ---------------- | ---------------- | ---------------- | ---------------- | ---------------- |
| 平均最高気温 °C （°F） | 27.2 (81)        | 26.1 (79)        | 28.9 (84)        | 30.0 (86)        | 30.0 (86)        | 31.1 (88)        | 31.1 (88)        | 31.1 (88)        | 31.1 (88)        | 31.1 (88)        | 27.8 (82)        | 27.2 (81)        | 29.4 (84.9)      |
| 日平均気温 °C （°F）   | 25 (77)          | 25 (77)          | 26 (79)          | 26 (79)          | 27 (81)          | 28 (82)          | 28 (82)          | 28 (82)          | 28 (82)          | 28 (82)          | 27 (81)          | 26 (79)          | 26 (79)          |
| 平均最低気温 °C （°F） | 22.2 (72)        | 21.1 (70)        | 22.2 (72)        | 22.2 (72)        | 22.8 (73)        | 23.9 (75)        | 23.9 (75)        | 23.9 (75)        | 23.9 (75)        | 23.9 (75)        | 22.8 (73)        | 22.2 (72)        | 22.9 (73.2)      |
| 降水量 mm （inch）     | 92 (3.62)        | 49 (1.93)        | 56 (2.2)         | 60 (2.36)        | 88 (3.46)        | 86 (3.39)        | 113 (4.45)       | 132 (5.2)        | 141 (5.55)       | 124 (4.88)       | 132 (5.2)        | 90 (3.54)        | 1,165 (45.87)    |
| 平均降水日数           | 16               | 14               | 11               | 10               | 11               | 10               | 13               | 13               | 13               | 14               | 13               | 15               | 153              |
| % 湿度                 | 80               | 75               | 75               | 75               | 80               | 80               | 80               | 80               | 80               | 80               | 80               | 80               | 78.8             |
| 出典：Weatherbase      |                  |                  |                  |                  |                  |                  |                  |                  |                  |                  |                  |                  |                  |

## 対外関係

### 姉妹都市
- プライア（カーボベルデ共和国 サンティアゴ島）
- シリヴリ（トルコ共和国 マルマラ地方 イスタンブール県）

## 観光
- セント・ジョージ英国教会（St. George's Anglican Church）：1869年築のジョージ王朝様式。町のシンボル的存在
- ジンジャー・ブレッド様式の家屋：ビクトリア朝時代を面影を彷佛とさせる石造りの一階/木造の二階を有する
- サーカス（The Circus）：ロンドンのピカデリーサーカスがモデルの「バークレー記念時計塔（Berkeley Memorial Clock Tower）」が建つ
- 独立広場（Independence Square）：1790年に奴隷市場として建設。1983年にセントクリストファー・ネイビスの独立を記念して改名。
- ジョージ王朝様式の建築
- 処女降誕聖堂（Co-Cathedral of the Immaculate Conception）：二つの塔を持つ1927年築の建物。
- トーマス砦址：現在はホテルとなっている
- 国立博物館：セントクリストファー・ネイビスの歴史や文化が分かる